# 吉野舞祐
吉野 舞祐（よしの まゆ、2001年6月23日 - ）は、日本の女子ラグビーユニオン選手。

## プロフィール
- ポジションはウィング(WTB)、フルバック(FB)。
- 身長 160cm、体重 57kg
- 7人制女子日本代表に選ばれたことがある[1]。

## 略歴
2020年、福岡県立新宮高等学校卒業後、日本体育大学に入る。